# Керба
Керба (рум. Cherba) — село у повіті Прахова в Румунії. Адміністративно підпорядковане місту Урлаць.
Село розташоване на відстані 64 км на північ від Бухареста, 21 км на схід від Плоєшті, 144 км на захід від Галаца, 90 км на південний схід від Брашова.

## Населення
За даними перепису населення 2002 року у селі проживали 193 особи, усі — румуни. Усі жителі села рідною мовою назвали румунську.